# Pałac w Szczepanowie (powiat średzki)
Pałac w Szczepanowie (niem. Schloss Ober-Stephansdorf) – zabytkowy pałac we wsi Szczepanów (powiat średzki), w Polsce, w województwie dolnośląskim, w gminie Środa Śląska.

## Historia
Obiekt wybudowany w stylu barokowym, przebudowany w XVIII w. na przełomie XIX i XX w. dobudowano piętro. W środku znajdują się stiukowe ozdoby. Pałac jest częścią zespołu pałacowego i folwarcznego, w skład którego wchodzą jeszcze: 
- park z XVIII-XIX w.;
- folwark, z drugiej połowy XIX w.: 
  - dom zarządcy;
  - trzy oficyny mieszkalne;
  - stajnia - spichlerz;
  - trzy obory; stodoła (garaż, mieszkania);
  - młyn;
  - gorzelnia;
- ruiny pawilonu - herbaciarnia;
- ogrodzenie z bramami.